# Oncopodura hamata
Oncopodura hamata är en urinsektsart som beskrevs av Carl och Lebedinsky 1905. Oncopodura hamata ingår i släktet Oncopodura och familjen Oncopoduridae. Inga underarter finns listade i Catalogue of Life.